# 白花堇菜
白花堇菜（学名：Viola lactiflora）为堇菜科堇菜属的植物。分布在日本、朝鲜以及中国大陆的西天目山、云南、江西庐山、浙江、重慶南川、辽宁、江苏等地，生长于海拔1,500米至1,900米的地区，常生长在针阔混交林林缘、草地、山坡草地、针叶林和草坡。
种名lactiflora意为“乳白色花的”。

## 别名
宽叶白花堇菜（东北师范大学科学研究通报）